# Ixodes marmotae
Ixodes marmotae este o specie de căpușe din genul Ixodes, familia Ixodidae, descrisă de Cooley și Glen M. Kohls în anul 1938. Conform Catalogue of Life specia Ixodes marmotae nu are subspecii cunoscute.